# Stoermeriana gamma
Stoermeriana gamma is een vlinder uit de familie spinners (Lasiocampidae). De wetenschappelijke naam van deze soort is voor het eerst geldig gepubliceerd in 1909 door Aurivillius.
De soort komt voor in tropisch Afrika.